# Asiatisk floddelfin
Asiatisk floddelfin (Lipotes vexillifer), ibland kallad Changjiangdelfin, Yangtzedelfin eller, med det vanligaste kinesiska namnet, Baijidelfin (白鱀豚), är en art i underordningen tandvalar. Arten antas vara utdöd, eller mycket nära utrotning. En expedition i december 2006 kunde inte finna några individer. Asiatisk floddelfin förekommer eller förekom uteslutande i den kinesiska floden Yangtze, inklusive mindre angränsande vattendrag och tillhörande insjöar.

## Systematik
Den asiatiska floddelfinen är enda arten i släktet Lipotes. Floddelfinernas systematik är omstridd. Tidigare sammanfattades alla floddelfiner i en gemensam familj, Platanistidae. Sedan antogs att alla floddelfiner utvecklade sina liknande egenskaper konvergent och de listades därför i var sin familj. Nyare molekylärgenetiska studier tyder på att asiatisk floddelfin, Amazondelfin och Laplatadelfin är nära släkt med varandra och de listas därför av Wilson & Reeder (2005) i en gemensam familj, Iniidae. Gangesdelfiner som likaså förekommer i Asien listas fortfarande i sin egen familj.

## Utseende
Asiatisk floddelfin blir cirka 230 (hannar) respektive 250 (honor) centimeter lång och väger upp till 160 kilogram. Troligtvis är hannar lite mindre än honor. Huden på ovansidan är grå- eller blåaktig och på undersidan vit. Fenorna har samma färguppdelning. Delfinen har en liten, trekantig, slö fena på ryggen. Nosen liknar en näbb och är vid spetsen lite uppåtböjd. Den är påfallande smal och har i varje käkhalva 31 till 34 lika formade tänder som liknar koner. Ögonen är bara rudimentära men används fortfarande.

## Utbredning
Ursprungligen trodde man att den asiatiska floddelfinen bara förekom i Dongtingsjön. Under 1970-talet observerades individer i floden Yangtzes (Chang Jiang) mynning och upp till 1 900 kilometer uppströms. Vid högt vattenstånd vandrade delfiner även till bifloder och näraliggande sjöar. På grund av jordbruk i flodens omgivning, fylls denna allt mer med sediment. Det har till följd att populationen minskar.

## Ekologi
Man vet inte mycket om artens levnadssätt. Sin föda hittar den med ekolokalisering och därför skapar arten klickljud. Delfinen livnär sig uteslutande av cirka 40 cm långa fiskar men den är inte specialiserad på enskilda arter. Idag hittar man asiatiska floddelfiner huvudsakligen ensamma. Tidigare påträffades även par eller små grupper av upp till 12 individer (oftast 3 eller 4). Även blandade grupper med asiatisk tumlare har påträffats. Arten är främst aktiv mellan skymningen och gryningen. Den simmar tätt under vattenytan så att den lilla fenan på ryggen är synlig.
Utöver klickljuden har asiatisk floddelfin ett kvittrande läte som troligen används för kommunikationen. När arten vilar vistas den i områden med låg vattenströmning. Dykningar varar vanligen i 10 till 20 sekunder.
Ungarna är vid födelsen ungefär 80 centimeter långa. Honor i fångenskap födde sina ungar i februari och mars. I naturen dokumenterades ungar som enligt uppskattning var yngre än tre månader mellan februari och maj. Vid en studie registrerades honor med aktiva spenar mellan juli och september och vid en annan studie en diande hona i december. Antagligen föder honor vartannat år en unge. Honor blir troligen könsmogna när de är 8 år gamla. En individ från naturen levde uppskattningsvis 24 år. Värdet bestämdes genom undersökning av tanduppsättningens skick.

## Asiatisk floddelfin och människan

### Status och hot
Den första beskrivningen av djuret härstammar från en naturencyklopedi med namnet Erya från Handynastin. Biologerna uppskattade vid denna tid att det fanns omkring 5000 floddelfiner i Chang Jiang. 1978 grundades ett forskningscentrum, som del av den kinesiska vetenskapsakademin, för studier av denna delfin.
Idag är den asiatiska floddelfinen den val som är mest sällsynt och även ett av de mest sällsynta däggdjuret. Huvudsaklig orsak till beståndets tillbakagång är den kinesiska industrialiseringen. Denna art är nästan utdöd på grund av föroreningar i floden, tät fartygstrafik och fisknät där djuret fastnar. Många dödsorsaker som är fastställda sammanhänger med fiske och med kollisioner med motorbåtar, vilkas antal har ökat kraftigt.
Trots att denna delfin sattes på röda listan 1979 och skyddet utökades ytterligare 1983 ändrades dessa omständigheter nästan ingenting. 1986 räknade man 300 individer och 1998 hittade man bara sju. Nedgången har fortsatt och 2006 kunde inga individer hittas.
- 1979, arten blev officiellt betecknad som hotad art av Folkrepubliken Kina.
- 1983, utökat skydd och jaktförbud.
- 1986, populationen vid ungefär 300 djur.
- 1990, populationen vid ungefär 200 djur.
- 1997, populationen mindre än 50 djur (23 upphittade).
- 1998, endast sju individer upphittade.
- 2006, 0 individer hittade, arten antogs vara utdöd.

Det är svårt att uppskatta antalet individer. Världens största damm, De tre ravinernas damm, i floden Chang Jiang utgör ett vandringshinder för eventuellt befintliga populationer. Under dessa omständigheter är det troligt att eventuella levande individerna inte förökar sig längre och det leder till artens utdöende.
Två individer har hittills levt i fångenskap. Det första djuret var en hanne som blev skadad av en fiskare och som efteråt levde från 1980 till 2002 i Wuhan Institute of Hydrobiology. Det andra levde ett år i ett delfinskyddscenter i staden Shishou.

### Etymologi
Namnet Lipodes kommer från det grekiska ordet "leipos" som betyder ungefär "hamna på efterkälken" eller "kvarbliven" och syftar troligtvis på det avgränsade levnadsområdet. Ordet vexillifer är sammansatt av de latinska orden vexillium (vimpel) och ferre (bära) och kan tolkas som "vimpelbärande".